# James Dean Bradfield
James Dean Bradfield (Pontypool, 21 febbraio 1969) è un cantante e chitarrista britannico, frontman dei Manic Street Preachers.

## Biografia
Suo padre Monty era un sindacalista e sua madre una casalinga. Sin da ragazzino è stato vittima di bullismo sia per via della sua statura e che per il suo strabismo tanto che fu quasi costretto a stringere amicizia solo con suo cugino, Sean Moore e un amico esterno alla famiglia, Nicky Wire.
Nella sua formazione musicale hanno influito sia i Clash che i Guns N' Roses. Dopo aver imparato a suonare la chitarra si è esibito come artista di strada sui marciapiedi di Cardiff. Da allora James Dean Bradfield è considerato la "mente" del gruppo, suo cugino ripiegò sulla batteria mentre il posto da bassista fu assegnato a Miles "Flicker" Woodward. L'incontro fortunato fu quello con Richey James Edwards, che diventerà chitarrista dei Manic Street Preachers, scomparso nel 1995.
Il quartetto così composto iniziò allora a cantare le prime canzoni, dapprima con il nome di "Betty Blue" per poi divenire finalmente i Manic Street Preachers.
La band cominciò così a girare il paese con vari concerti spesso in luoghi poco raccomandabili.
James ha anche intrapreso la carriera da solista, nell'aprile 2006 è infatti stato pubblicato il singolo That's No Way to Tell a Lie. Questo singolo è stato poi inserito nell'album The Great Western pubblicato nel successivo luglio.
Nel marzo 2020 annuncia il suo secondo album in studio da solista. Il disco, intitolato Even in Exile, viene pubblicato nel mese di agosto seguente. Si tratta di un concept album incentrato sulla vita del regista teatrale, attivista, poeta e cantautore cileno Víctor Jara. I testi dell'album sono stati scritti dal poeta gallese Patrick Jones, fratello di Nicky Wire dei Manic Street Preachers.

## Discografia solista

### Album
- The Great Western (2006)
- The Chamber: Original Motion Picture Soundtrack (2017)
- Even in Exile (2020)

### Singoli
- That's No Way to Tell a Lie (2006)
- An English Gentleman (2006)
- The Boy from the Plantation (2020)